# 长平公主
長平公主（1631年—1646年），原封為坤兴公主，本名正史无记载，误称『朱徽媞』（一說『朱媺娖』），為崇禎帝朱由檢次女。

## 生母、年龄
《明史·公主传》中未提及长平公主生母。其他史料称，生母是周皇后，而公主生母为王顺妃的说法实为1996年台湾作家林佩芬所写的《天问·明末春秋》一书中的杜撰情节，但后来却被多次引用。
公主年纪“甲申年十六（虚岁）”的说法仅存于《明史·公主传》。这一记载被认为来自吴伟业的《綏寇紀略》，原文记曰“长平公主年十五，方哭[……]”。:249其余史籍亦作甲申（1644年）年十五，但都写明为周皇后所出。周皇后长女坤儀公主生于崇祯三年（1630年）十月。三子朱慈炯生于崇祯五年（1632年）。长平公主或于1631年出生。清朝康熙年间成书的《三岡識略》称“甲申歲，年甫十一”。

## 生平
其姐為坤儀公主，妹為昭仁公主。十六歲時，崇禎帝將其許配給都尉周顯（又稱周世顯），然而婚事卻因流寇逼近而暫停。李自成攻入北京的消息傳到宮中，崇禎帝心灰意冷，要周皇后自裁、袁貴妃自盡，對長平公主嘆了聲：「汝何故生我家！」揮劍斬公主，断左臂。后又斬殺幼年的昭仁公主。長平公主于五日后甦醒。
清朝初年，長平公主曾上書順治帝要求出家未獲准，順治將她嫁與周顯，據張宸《長平公主誄》記載，長平公主婚後和周顯相敬如賓，她喜愛詩文，擅長針黹、烹飪，但公主因亡國之痛，以及以後的太子案等事件，抑鬱成疾。一年多之後在懷孕時，患病去世。葬於廣寧門（亦稱彰義門）外周氏宅旁。吴伟业作《思陵长公主挽诗》：「贵主媺音美，前朝典命光，鸿文垂远近，哀诔著兴亡……」

## 文学艺术形象
自清代以来，长平公主的故事被创作成戏曲、小说、电影等不同类型文艺作品。粵劇《帝女花》是近代所演出的戏曲剧目。该剧讲述是長平公主與周世顯的愛情故事，描寫長平公主與周世顯於花燭之夜服毒自殺（歷史中長平公主因亡國之痛抑鬱成疾，患病而死）。
民間相傳長平公主於明亡後出家為尼，並學得一身武藝，並進行反清復明，收了呂四娘等人為徒，当代小说多有借鉴，如金庸小說《碧血劍》的阿九、《鹿鼎記》中的九難，梁羽生小說《江湖三女俠》的獨臂神尼都是以此傳說為原型。

### 金庸小說
在首次出場是在《碧血劍》，當時她十六七來歲，容貌絕美（連温青青也說她甚美），袁承志為其所迷，她亦鍾情袁承志。其身分是明朝公主，卻在江湖闖蕩，拜程青竹為師。明朝滅亡時，遭父親崇禎砍斷一臂，之後崇禎上吊而死。她隨何惕守登上華山，拜了木桑道人為師；新修版中她隨木桑道人到西藏，並在道別袁承志時說若他三年內不去找她，她便出家。
在《鹿鼎記》中，年輕的阿九已成為中年貌美並武功高強的九難師太。她當時出場是要刺殺康熙為父報仇，韋小寶當即保護皇帝，卻被九難拿住。韋小寶胡說一番，九難便對他有好感，帶他行走江湖，九難身受重傷時亦被其所救。韋小寶知道阿珂是九難的徒弟後，為了跟隨阿珂，拜了九難為師。後來她命阿珂去殺吳三桂報仇，但其實是不懷好意。她當初從阿珂之母陳圓圓偷去她時，以為她是吳三桂之女。因此教她亂法成章的武功，做成阿珂殺父之悲劇。但阿珂刺殺不成。最後九難心灰意冷，甚麼仇人也不殺了。

### 影视形象

#### 电影
- 1959 電影 《帝女花》 白雪仙
- 1976 電影 《帝女花》 梅雪詩
- 1988 电影 《传国密诏》 孙莉
- 1992 电影 《鹿鼎記II神龍教》马海伦
- 1993 电影 《新碧血剑》 张敏

#### 电视剧
- 1977 电视剧 《碧血剑》 李通明
- 1980 电视剧 《武侠帝女花》 米雪
- 1983 电视剧 《十三妹》 李琳琳
- 1984 电视剧 《鹿鼎记》 陈嘉仪
- 1984 电视剧 《鹿鼎记》 李芷麟
- 1985 电视剧 《碧血剑》 毛舜筠
- 1992 电视剧 《一代皇后大玉儿》 叶淑贞
- 1994 电视剧 《乱世不了情》 赵雅芝
- 1998 电视剧 《鹿鼎记》 李丽丽
- 2000 电视剧 《碧血剑》 佘诗曼
- 2000 電視劇《小寶與康熙》李菲
- 2003 电视剧 《皇太子秘史》 郑爽
- 2003 电视剧 《帝女花》 佘诗曼
- 2005 电视剧 《明末风云》 施沓沓
- 2006 电视剧 《谁主中原》 蒋林静
- 2007 电视剧 《碧血剑》 孙菲菲
- 2008 电视剧 《鹿鼎记》 何佳怡
- 2014 电视剧 《鹿鼎记》 王婉娟

## 备注
1. 1 2  朱徽媞是長平公主姑姑樂安長公主的名字。《北游录》引《春明夢餘錄》称“公主名徽媞”[1]。《春明夢餘錄》所记，实为“樂安長公主名徽娖”[2]。按《明紀》載，坤兴公主閨名媺娖[來源請求]。媺（měi），美也。娖（chuò），《說文》謹也。據《春明夢餘錄》原書、《明紀》載「媺」讀音含義「徽娖」之說是不成立的。「媺」和「徽」兩字相似、明朝公主不少人閨名中帶「徽」字，因而誤傳成坤兴公主閨名。[原創研究？]清朝康熙年间成书的《三岡識略》即以“徽娖”为公主本名[3]。
2. ↑  此說类似清德宗皇后葉赫那拉氏的閨名“靜芬”實為德齡所造。
3. ↑  此部分引用金庸小说《鹿鼎记》《碧血剑》。

## 外部連結
- .   [2022-12-12]. （原始内容存档于2009-02-05） （中文（繁體））.